# Ed Johnson (cestista)
Ed Lee Johnson (Atlanta, 17 giugno 1944 – 5 aprile 2016) è stato un cestista e allenatore di pallacanestro statunitense, professionista nella ABA, in Spagna e in Francia.

## Carriera
Venne selezionato dai Seattle SuperSonics al terzo giro del Draft NBA 1968 (34ª scelta assoluta).

## Palmarès
- Campionato spagnolo: 1

Joventut Badalona: 1977-78
- EBA Most Valuable Player (1973)